# Nationaal park Upemba
Het Nationaal park Upemba (Frans: Parc national de l'Upemba) is een uitgestrekt park in de provincies Haut-Lomami en Haut-Katanga van de Democratische Republiek Congo. Gelegen in een streek vol meren (waaronder onder andere het Upembameer zelf) en begrensd door de rivier Lualaba. De oppervlakte bedraagt 11.730 km² en het park beheerst het Kibaraplateau.

## Upemba-Kundelungu National Park Complex
Het Upemba-park vormt samen met het Nationaal park Kundelungu en aangevuld met enkele verbindingszones en vier aangrenzende jachtreservaten het Upemba-Kundelungu National Park Complex. Dit uitgestrekte gebied, ongeveer zo groot als Nederland, herbergde oorspronkelijk een grote natuurlijke rijkdom met omvangrijke populaties olifanten, buffels, leeuwen, luipaarden, zwarte neushoorns, zebra's en antilopen, in een gevarieerd landschap van meren, watervallen, bossen en savanne. Helaas wordt die natuur bedreigd, onder meer door stropers. Grote dieren zijn vrijwel verdwenen. Sedert 2017 wordt het Congolees Instituut voor Natuurbehoud (ICCN) door de IUCN en de Europese Unie gesteund om te redden wat nog te redden valt.